# 1900年パリオリンピックのラグビー競技
1900年パリオリンピックのラグビー競技（1900ねんパリオリンピックのラグビーきょうぎ）はパリで行われた。1900年パリオリンピックで行われたラグビーユニオンの試合は10月14日と10月28日に開催された。3ヶ国から47人の選手が出場した。

## 概要
主にFC 1880 Frankfurtから代表として出場したフランス、ドイツとMoseley Wanderersから代表として出場したイギリスが、オリンピックにおける初のラグビー競技に参加した。試合は2試合のみ行われ、フランスはドイツとイギリスの両方と対決し、ともにフランスが勝利し金メダルを獲得した。ドイツとイギリスが銀メダルを獲得し銅メダルは授与されなかった。

## 結果

### 第1試合
| 10月14日 | フランス | 27–17  | ドイツ                                                                           | パリ、ヴェロドローム・ド・ヴァンセンヌ 観客数: 3,500人 レフリー: FC Potter-Irwin (イングランド) |
| 10月14日 |          | Report | トライ: E Ludwig, Reitz, Schmierer コンバート: Schmierer (2) ドロップ: Schmierer | パリ、ヴェロドローム・ド・ヴァンセンヌ 観客数: 3,500人 レフリー: FC Potter-Irwin (イングランド) |

| フランス |  | Germany |

|                      |  |    |  |                    |
| Alexandre Pharamond  |  | 15 |  | Hermann Kreuzer    |
| Frantz Reichel       |  | 14 |  | Arnold Landvoigt   |
| Jean Collas          |  | 13 |  | Heinrich Reitz     |
| Constantin Henriquez |  | 12 |  | Jacob Hermann      |
| Andre Rischmann      |  | 11 |  | Erich Ludwig       |
| A. Albert            |  | 10 |  | Hugo Betting       |
| Leon Binoche         |  | 9  |  | August Schmierer   |
| Jean Herve           |  | 8  |  | Albert Amrhein (c) |
| Victor Lardanchet    |  | 7  |  | Richard Ludwig     |
| Jean-Guy Gautier     |  | 6  |  | Eduard Poppe       |
| Joseph Olivier (c)   |  | 5  |  | Georg Wenderoth    |
| Wladimir Aitoff      |  | 4  |  | Willy Hofmeister   |
| Emile Sarrade        |  | 3  |  | Hans Latscha       |
| Hubert Lefebvre      |  | 2  |  | Adolf Stockhausen  |
| Andre Roosevelt      |  | 1  |  | Fritz Muller       |

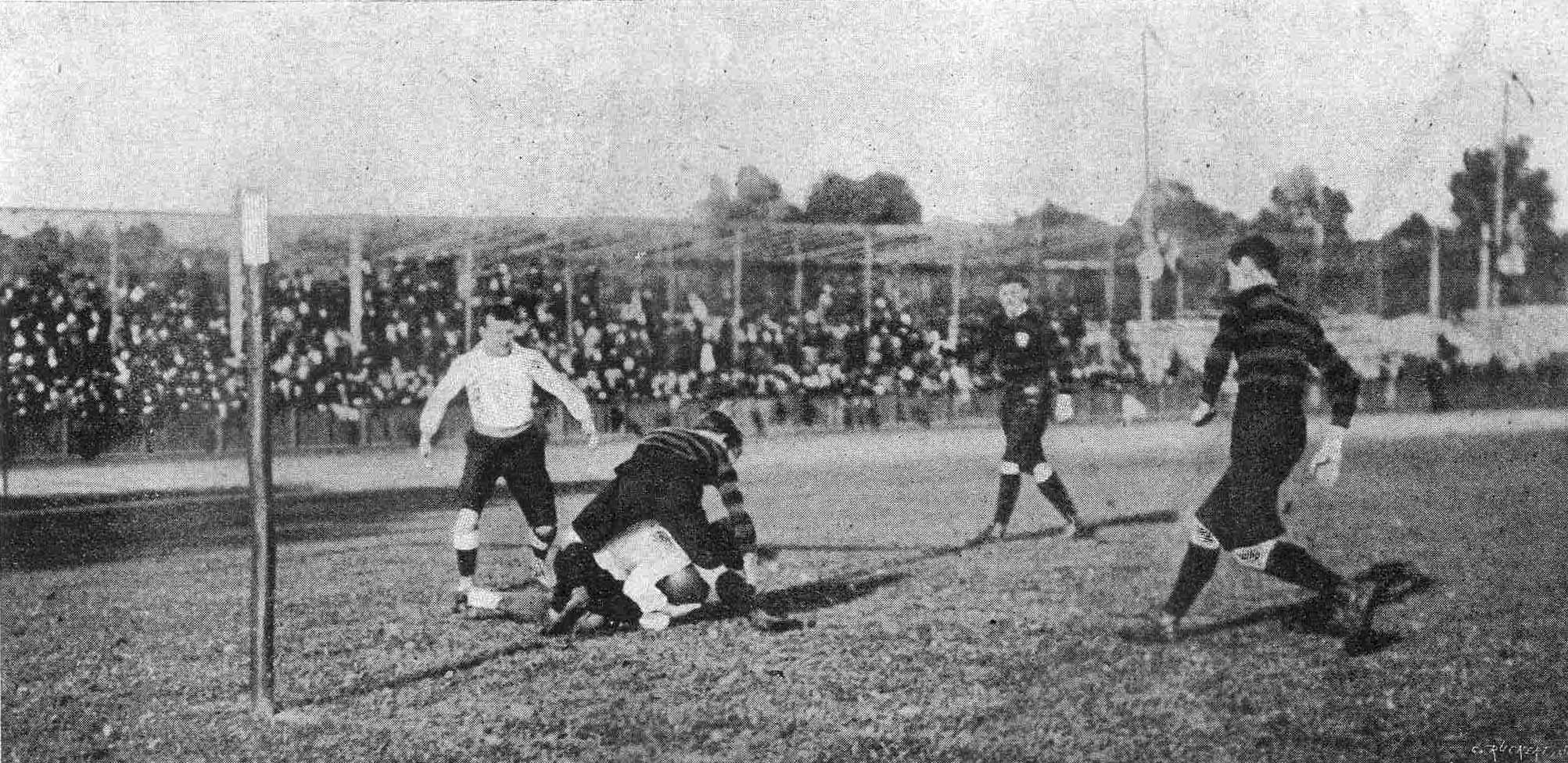
10月14日に行われたフランス対ドイツの試合

前半、フランスはEmile Sarradeによりトライとコンバージョンを記録した。ドイツはHeinrich ReitzとAugust Schmiererがトライを記録し、さらに2回のコンバージョンと1回のドロップゴールを成功させた。オリンピックのスコアリングルール（トライもしくはペナルティで3点、コンバージョンで2点、ドロップゴールで4点）によりドイツが14-5でリードした。
後半は大きく異なり、Serradeがさらに2回トライし、André Rooseveltも2回、Frantz ReichelとA. Albertはそれぞれ1回トライをした。さらに2回のコンバージョンが決まり、フランスのスコアは計27点になった。一方でドイツはLudwigによる1トライのみで、フランスが27–17で勝利した。

### 第2試合
| 10月28日 | フランス | 27–8 | イギリス | パリ、ヴェロドローム・ド・ヴァンセンヌ 観客数: 6,000人 レフリー: M.T.B. Potter |
| 10月28日 | Report   |      |          | パリ、ヴェロドローム・ド・ヴァンセンヌ 観客数: 6,000人 レフリー: M.T.B. Potter |

イギリスは前半で得点することができず、フランスはドイツ戦の後半で経験した集中得点を続けた。Serradeは2回トライし、今大会の通算トライは5回になった。Joseph Olivier, Jean Collas, Jean-Guy Gauthierもそれぞれ1回トライを決めた。コンバージョンはなかったがAndré Rischmannが2度ペナルティを決め、合計21点となった。
後半にはイギリスは8-6でフランスより多く得点をしたが、追い付くチャンスはほとんどなかった。Joseph Wallisがトライを決め、J. Henry Birtlesがコンバージョンとペナルティを決めた。Reichelが大会2回目のトライを決め、Léon Binocheが1回トライを決めフランスが27-8で勝利した。
ロイターの報告によると、イギリスの選手たちは試合の日の朝にパリに到着したため、その敗北の原因はそれによる疲労が一部にあったと思われる。1万人のファンがこの試合を観戦した。

## メダル獲得数

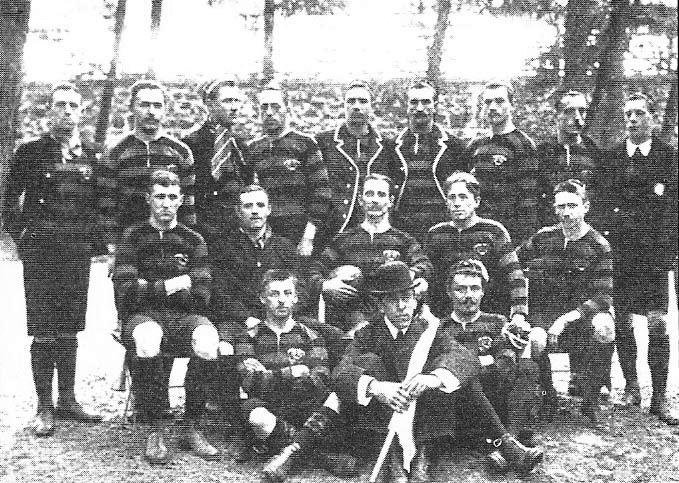
イギリス代表同様銀メダルを獲得したドイツ代表

| 順位 | 国       | 試合数 | 点   | 平均得点 | トライ数 | 平均トライ |
| ---- | -------- | ------ | ---- | -------- | -------- | ---------- |
| 金   | フランス | 2      | 54   | 27.00    | ?        | ?          |
| 銀   | ドイツ   | 1      | 17   | 17       | ?        | ?          |
| 銀   | イギリス | 1      | 8    | 8        | ?        | ?          |
| 銅   | なし     | なし   | なし | なし     | なし     | なし       |

## 選手

### フランス
- Wladimir Aïtoff
- A. Albert
- Léon Binoche
- Jean Collas
- Jean-Guy Gauthier
- Auguste Giroux
- Charles Gondouin
- Constantin Henriquez
- Jean Hervé
- Victor Larchandet
- Hubert Lefèbvre
- Joseph Olivier
- Alexandre Pharamond
- Frantz Reichel
- André Rischmann
- André Roosevelt
- Emile Sarrade

### ドイツ
- Albert Amrhein
- Hugo Betting
- Jacob Herrmann
- Willy Hofmeister
- Hermann Kreuzer
- Arnold Landvoigt
- Hans Latscha
- Erich Ludwig
- Richard Ludwig
- Fritz Müller
- Eduard Poppe
- Heinrich Reitz
- August Schmierer
- Adolf Stockhausen
- Georg Wenderoth

### イギリス
- F. C. Bayliss
- J. Henry Birtles
- James Cantion
- Arthur Darby
- Clement Deykin
- L. Hood
- M. L. Logan
- Herbert Loveitt
- Herbert Nicol
- V. Smith
- M. W. Talbot
- Joseph Wallis
- Claude Whittindale
- Raymond Whittindale
- Francis Wilson

## 参考
- International Olympic Committee medal winners database
- De Wael, Herman. Herman's Full Olympians: "Rugby 1900".  Accessed 2 March 2006. Available electronically at .
- Mallon, Bill (1998). The 1900 Olympic Games, Results for All Competitors in All Events, with Commentary. Jefferson, North Carolina: McFarland & Company, Inc., Publishers. ISBN 0-7864-0378-0